# Sumatra-Erdbeben vom Oktober 2010
Das Sumatra-Erdbeben vom Oktober 2010 war ein schweres Erdbeben mit der Magnitude 7.7 Ms, das sich am 25. Oktober 2010 um 21:42 Uhr Ortszeit (14:42 Uhr UTC) vor der Westküste der indonesischen Insel Sumatra ereignete. Das Erdbeben ereignete sich an derselben Verwerfung, die das Seebeben im Indischen Ozean 2004 hervorgerufen hat. Es wurde in weiten Teilen der Provinzen Bengkulu und Westsumatra gespürt und erzeugte einen lokalen Tsunami, der die Mentawai-Inseln traf.
Viele Dörfer auf den Inseln waren von der Flutwelle betroffen, die eine Höhe von bis zu drei Metern erreichte und bis zu 600 Meter weit ins Landesinnere schwappte. Der Tsunami verursachte Zerstörungen, durch die mehr als 20.000 Personen obdachlos wurden. 435 Opfer der Naturkatastrophe wurden bestätigt, mehr als einhundert vermisst. Der folgende Rettungs- und Nothilfeeinsatz wurde zunächst durch schlechtes Wetter und die Abgelegenheit der Inseln behindert, was auch zum zögerlichen Bekanntwerden der Opferzahlen beitrug.

## Tektonischer Überblick

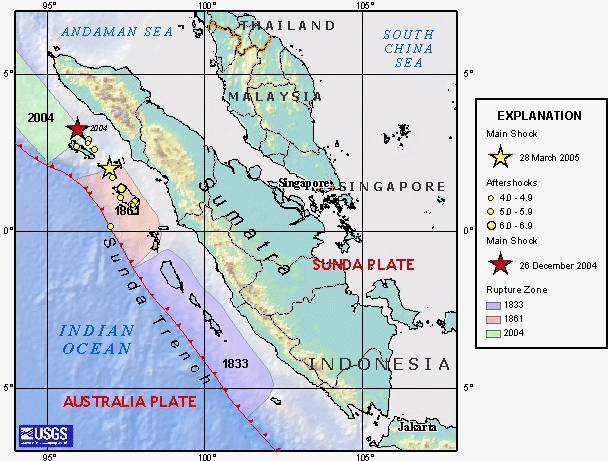
Karte mit den früheren Erdbebengebieten in der Nähe des Erdbebens vom Oktober 2010

Das Epizentrum des Erdbebens lag etwa 240 km westlich von Bengkulu und 280 km südlich von Padang in der Nähe der Mentawai-Inseln, südwestlich von Südpagai. Zunächst gab der United States Geological Survey (USGS) an, dass sich das Hypozentrum in einer Tiefe von 33 km befand, korrigierte jedoch später diese Angabe auf 20,6 km. Die Intensität des Erdbebens betrug MM IV in Bengkulu und MM III in Padang.
Die Insel Sumatra liegt oberhalb des Sunda-Megathrusts, der Zone, in der sich die abtauchende Australische Platte und die sich überschiebende Sunda-Platte begegnen. Die Bewegung in dieser Subduktionszone ist verantwortlich für eine Reihe von großen Megathrust-Erdbeben. Die letzte Sequenz großer Erdbeben in dem Gebiet begann mit dem Seebeben im Indischen Ozean 2004 und schließt das Seebeben vor Sumatra 2005 und die Sumatra-Erdbeben vom März und vom September 2007 ein. Das Erdbeben vom Oktober 2018 war wohl das Ergebnis einer Überschiebung an oder in der Nähe der Plattengrenze. Gemessen an dem Potential seismischen Risikos kann der Sundagraben in mehrere Segmente unterteilt werden. Das südliche Segment liegt auf der Südseite der Insel Siberut. Die Rißzone des Erdbebens vom 25. Oktober 2018 liegt innerhalb dieses südlichen Segmentes. Historische Erdbeben in diesem Abschnitt waren unter anderen das Sumatra-Erdbeben von 1797 und das Sumatra-Erdbeben von 1833 mit einer Magnitude von Mw ~ 9,0.
Im Gegensatz zum Jahr 2004 richtete sich das ausgelöste Tsunami nicht westwärts und betraf somit nicht eine Reihe weiterer Anliegerstaaten des Indiks. Es wurde auch angemerkt, dass das Erdbeben ein starkes Nachbeben der viel größeren Sumatra-Erdbeben vom September 2007 sein könnte.
Das Erdbeben ereignete sich rund sieben Stunden nach der Eruption des Merapi auf der indonesischen Insel Java. Aufgrund der Entfernung zwischen dem Epizentrum und dem Vulkan stehen die beiden Ereignisse vermutlich nicht in direkter Verbindung.

## Auswirkungen

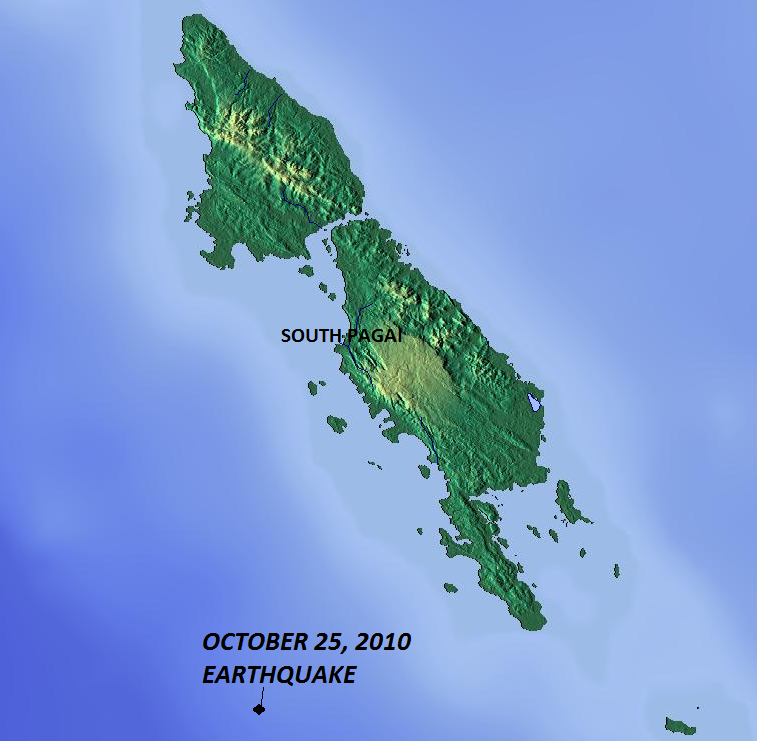
Epizentrum in Relation zu Nord- und Südpagai

Die Auswirkungen des Erdbebens waren am stärksten auf den Sumatra vorgelagerten Mentawai-Inseln zu spüren. An der Insel Südpagai erreichte der dem Erdbeben folgende Tsunami eine Höhe von drei Metern und schwappte bis 600 Meter ins Landesinnere. Nach Angaben indonesischer Behördenvertreter wurden in den mehr als zwanzig von dem Tsunami getroffenen Ortschaften mehr als 20.000 Bewohner obdachlos, wobei etwa 4000 Haushalte betroffen sind. Das Küstendorf Betu Monga auf Südpagai wurde durch die Flutwelle zerstört und viele seiner Bewohner werden vermisst. Auch viele Bewohner der Dörfer Peurogat und Beleerakso wurden als vermisst gemeldet. Achtzig Prozent der Häuser in dem Dorf Muntei Baru auf Nordpagei wurden beschädigt oder zerstört.
Ein Sprecher der Indonesian Agency for Meteorology, Climatology and Geophysics (BMKG) gab bekannt, dass das Erdbeben auch in mehreren Städten auf Sumatra gespürt wurde, jedoch keine Sachschäden oder Opfer gemeldet wurden. Die Mentawai-Inseln haben die Küste Sumatras von der vollen Wucht des Tsunamis abgeschirmt.
Am 30. Oktober wurde die Zahl der Todesopfer durch Erdbebenauswirkungen und Tsunami mit 435 angegeben, 110 weitere galten noch als vermisst, wobei man davon ausgeht, dass viele von ihnen durch die Flutwelle auf das Meer hinaus gespült wurden.
Aufgrund schlechten Wetters und rauer See konnten Katastrophenhelfer das Gebiet zunächst nicht erreichen. Das indonesische Militär wurde in Marsch gesetzt, und auch internationale Hilfsorganisationen haben Hilfsmaßnahmen eingeleitet. Die ersten Hilfsmannschaften trafen zwei Tage nach dem Erdbeben am 27. Oktober vor Ort ein.

## Probleme mit dem Tsunami-Frühwarnsystem
Die BMKG gab eine auf seismographischen Daten beruhende Tsunamiwarnung aus. Der Alarm wurde vom Radio ausgestrahlt und über Lautsprecher von Moscheen ausgerufen, was auf Sumatra Tausende zur Flucht auf höher liegendes Land veranlasste. Der Alarm wurde später widerrufen; einige Behördenvertreter gaben jedoch an, dass das nach dem Seebeben 2004 installierte Tsunamiwarnsystem nicht vollkommen funktionierte. Zwei der Bojen auf See waren vandalisiert worden und funktionierten nicht. Diese Behauptungen wurden von deutscher Seite dementiert. Der Leiter des German Indonesian Tsunami Early Warning System (GITEWS) erklärte, das System habe „sehr gut gearbeitet“, nur einer der Sensoren sei ausgefallen und sein Versagen habe das Funktionieren des Systems nicht beeinträchtigt. Allerdings war das Epizentrum des Erdbebens so nahe an den Inseln, dass eine Warnung jedenfalls zu spät war, da der Tsunami nur fünf bis zehn Minuten brauchte, um die Inseln zu erreichen.

## Nachbeben
Seit dem ursprünglichen Erdbeben wurden mehrere Nachbeben verzeichnet, von denen die signifikantesten die folgenden sind:
- 5,0 – 25. Oktober 15:21:12 UTC[18]
- 6,1 – 25. Oktober 19:37:30 UTC[19]
- 4,9 – 25. Oktober 22:10:03 UTC[20]
- 6,2 – 25. Oktober 22:59:53 UTC[21]
- 5,3 – 26. Oktober 10:51:25 UTC[22]
- 5,3 – 26. Oktober 11:33:21 UTC[23]
- 5,0 – 26. Oktober 19:40:41 UTC[24]
- 5,0 – 26. Oktober 23:09:47 UTC[25]
- 5,8 – 26. Oktober 23:45:38 UTC[26]